# Huseby Leir

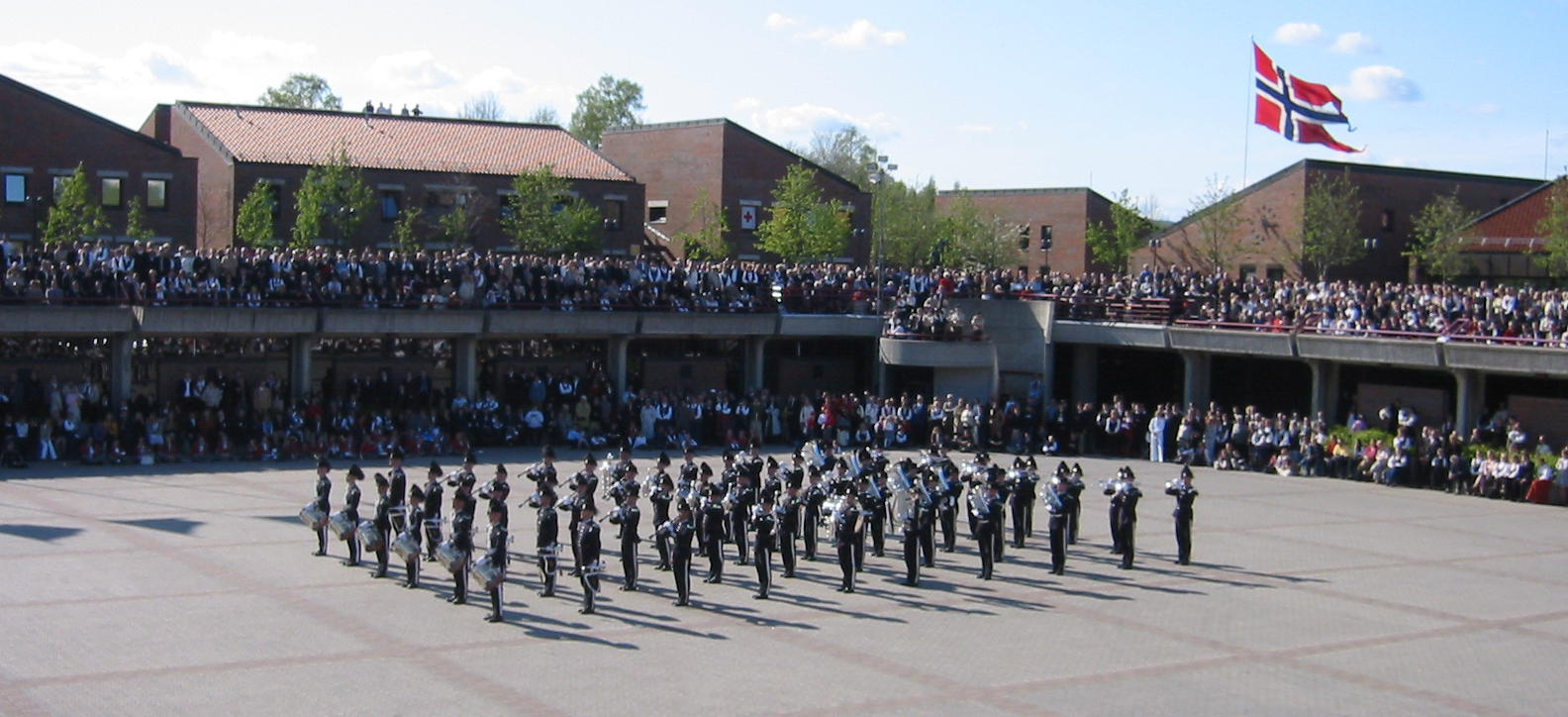
Innenhof der Kaserne

Huseby Leir ist eine Kaserne der Norwegischen Armee und Garnison der Hans Majestet Kongens Garde (Königliche Norwegische Leibgarde).
Der Stützpunkt befindet sich auf einem ehemaligen Bauernhof bei Oslo, der im späten 19. Jahrhundert von der norwegischen Regierung gekauft wurde. Wegen massiven Baumängeln (Feuchtigkeitsschäden und Schimmel) musste die Einrichtung 2002 bis 2005 komplett renoviert werden.
In der Kaserne stehen den dort stationierten Kompanien Exerzierplätze, ein überdachter Schießstand, ein Speisesaal, eine Waffenkammer und eine Kleiderkammer zur Verfügung.
Koordinaten: 59° 56′ 34,9″ N, 10° 39′ 31,1″ O